# Капніст Іван Васильович
Капніст Іван Васильович (нар. 1794  — пом. 28 вересня (10 жовтня) 1860) — таємний радник (1849) в званні камергера (1835).  Маршалок шляхти Полтавської губернії (1829—1842). Губернатор Смоленської (1842—1844) і Московської (1844—1855) губерній. Сенатор (з 1855 року). З роду Капністів. Третій син поета В. В. Капніста.

## Біографія
Походив з української шляхти Катеринославської губернії. Батько — полтавський губернський предводитель дворянства письменник Василь Васильович Капніст, мати — Олександра Олексіївна Дьякова (сестра Марії Львової і Дар'ї Державіна). Здобув домашню освіту.
У 1813 році вирушив до Гаврила Державіна, чоловіка своєї тітки [Архівовано 16 жовтня 2021 у Wayback Machine.].
Колезький асесор, пізніше таємний радник, камергер. Полтавський губернський маршалок шляхти у 1829—1842 роках.
У 1831 році разом з князєм Рєпніним стояв біля витоків проєкту створення 8 козачих полків. Представляв вищі верстви українського дворянства, докладав величезних зусиль для відродження української автономії в Росії.
2 лютого 1842 року призначений смоленським губернатором з чином статського радника. З 1844 по 1855 роки — губернатор Московської губернії. З 24.03.1844 — дійсний статський радник, з 1852 року — таємний радник, з 1855 року — сенатор і почесний опікун московського опікунської ради. Віцепрезидент Московського комітету піклування про в'язниці. Помер в Москві від розриву серця у вересні 1860 року. Похований в родинній усипальниці в Обухівці.

## Сім'я
Був одружений з Пелагеєю Григорівною Горленко, дочкою губернського секретаря. За нею отримав у посаг 430 душ в Пирятинському і Прилуцькому повітах. Згідно з сімейними переказами, разом з чоловіком Пелагея Григорівна була душею суспільного життя в Полтаві. Опинившись у шлюбі в 14 років, вона не могла займатися вихованням своєї надто великої родини. Відрізнялася красою і нею захоплювалися. Хоча чоловік, закоханий в неї, ні в чому їх не відмовляв, шлюбне життя, яке наклало на неї обов'язки не під силу і не за віком, завадило її освіті. Чоловік, захоплений службою, рідко бачив своїх дітей, вони були здані на піклування няні і гувернерів. У шлюбі Пелагея Горпеко народила 17 дітей (чий графський титул був офіційно підтверджений 23 липня 1876 року):
1. Олександра (1829)
2. Василь (1829—1893) — статський радник, одружений з Ольгою Аполлонівною Жемчужніковою;
3. Микола (нар.і помер 1830), близнюк Петра.
4. Петро (1830—1898) — з 1863 року одружений з Катериною Євгенівною Мандерштерн, донькою генерал-лейтенанта Євгена Єгоровича. Мандерштерна;
5. Михайло (1831—1896) — одружений з княжною Варварою Григорівною Оболенською (1836-?);
6. Єлизавета (1833-?) — фрейліна (з 22.08.1851), одружена з Орестом Васильовичем Богаєвським;
7. Леонід (1836-?) — поручик;
8. Олена (1838—1893) — одружена з гвардії полковником бароном Миколою Логіновічем Зедделером;
9. Володимир (1839-?) — повітовий предводитель дворянства, одружений з Софією Михайлівною Остроградською (1845?);
10. Анна (1840—1915) — одружена з князем Олексієм Григоровичем Оболенским (1838-до 1889);
11. Катерина (1842—1845)
12. Іван (1844—1860), в надії допомогти батькові, побіг по лікаря і застудився, помер від заповнення в мозку через два тижні після нього.
13. Катерина (1845?) — одружена з Олександром Петровичем Балюбашем;
14. Пелагея (1847—1855).[2]